# Егоров, Гаврил Иосифович
Гаврил Иосифович Егоров (1918—1948) — участник Великой Отечественной войны, пулемётчик разведывательной роты 7-й гвардейской механизированной бригады 3-го гвардейского механизированного корпуса 47-й армии Воронежского фронта, гвардии сержант. Герой Советского Союза.

## Биография
Родился в 1918 году в селе Зырянское ныне Зырянского района Томской области. Русский.
Образование начальное.
В Красной Армии с 1938 года. Участник Великой Отечественной войны с августа 1943 года. Сражался на Воронежском и 1-м Украинском фронтах. Принимал участие в освобождении Украины.
Пулемётчик разведывательной роты кандидат в члены ВКП(б) гвардии сержант Гавриил Егоров отличился в конце сентября 1943 года при форсировании реки Днепр в районе села Селище Каневского района Черкасской области Украины. Гвардии сержант Егоров получил задание с группой бойцов первым переправиться на правый берег реки и разведать расположение опорных пунктов противника. Задача, успешно выполненная Егоровым, облегчила переправу основных частей 7-й гвардейской механизированной бригады.
После этого Егоров участвовал в отражении ожесточенных атак пехоты и танков противника на западном берегу Днепра. В боях за удержание и расширение плацдарма уничтожил десятки гитлеровцев. Он первым ворвался в село Селище, захватил в плен двух фашистов и, будучи раненым, доставил пленных на командный пункт бригады.
В 1945 году Г. И. Егоров стал членом ВКП(б). После войны был демобилизован из Вооруженных Сил СССР.
Жил и работал в городе Южно-Сахалинске — областном центре Сахалинской области.
Умер в 1948 году.

## Награды
- Указом Президиума Верховного Совета СССР от 3 июня 1944 года за образцовое выполнение боевых заданий командования на фронте борьбы с немецко-фашистскими захватчиками и проявленные при этом мужество и героизм, гвардии сержанту Егорову Гавриилу Иосифовичу присвоено звание Героя Советского Союза с вручением ордена Ленина и медали «Золотая Звезда» (№ 4443).
- Награждён также медалями.